# 長倉三郎
長倉 三郎（ながくら さぶろう、1920年10月3日 - 2020年4月16日）は、日本の化学者（物理化学）。学位は、理学博士（東京大学・論文博士・1953年）。「電荷移動理論」を提唱・実証し、分子科学・スピン化学を開拓した。東京大学物性研究所教授、分子科学研究所所長、岡崎国立共同研究機構機構長、総合研究大学院大学初代学長、国際純正・応用化学連合 (IUPAC) 会長、日本学士院第23代院長などを歴任。位階は従三位、勲等は勲一等。文化勲章受章者。

## 経歴
1920年、静岡県駿東郡鷹根村（現沼津市）柳沢生まれ。静岡県立沼津中学校を経て、1943年東京帝国大学理学部化学科卒業。大学院進学同日に休学し海軍技術見習尉官に任じられ青島方面特別根拠地付を命じられる。海軍技術大尉として終戦を迎える。
1945年東京帝国大学輻射線化学研究所嘱託、水島三一郎に師事。1946年9月同大学助手、1949年2月東京大学助教授。1953年1月東京大学より理学博士の学位を取得、博士論文の題目は「不飽和化合物の電子構造の研究」。またこの頃、東京の若手研究者たちで「電子状態懇談会」を組織した。ここで井早康正などと行われた議論が、後の分子科学研究所設立の布石となる。
1955年から1957年にかけて留学、ロバート・マリケン（シカゴ大学）が主宰する分子構造・分光研究室で研究に従事した。
1959年新制東京大学の物性研究所教授に就任。1961年から1981年まで理化学研究所主任研究員を兼務、理論有機化学研究室を主宰。吉原經太郎、坂田忠良、岩田末廣、茅幸二、橋本和仁などを指導。1981年定年退官後、岡崎国立共同研究機構（現自然科学研究機構）分子科学研究所所長、1985年同研究機構長。1981年9月から1983年8月まで、IUPAC会長（東アジアからのIUPAC会長就任は初）。1984年3月から1985年2月まで、日本化学会会長。1988年10月から1995年3月まで総合研究大学院大学初代学長。1995年4月から2003年3月まで公益財団法人神奈川科学技術アカデミー理事長。2001年10月から2007年10月まで日本学士院第23代院長。2003年4月から2016年3月まで武蔵野地域自由大学学長。2008年7月から2020年3月まで神奈川大学特別招聘教授。
2020年4月16日、死去。99歳没。死没日をもって、正七位から従三位に叙される。

## 研究業績
分子の電子状態・分光・動力学の広い範囲にわたって、化学物理学と理論化学に大きな寄与をした。理論と実証研究の両面から短寿命化学分子種の生成・消滅過程に焦点を当て、とりわけ理論面においては福井謙一とともに日本の理論化学の創生期を先導した草分け的存在である。その業績は広範にわたるが、おもに以下のように分類される。
分子内電荷移動理論の提唱と実験的証明
置換基を持つ分子を電子供与体と電子受容体に分け、それぞれの分子軌道の相互作用として分子全体の電子状態を解明する方法を提案した。さらにこの「分子内電荷移動理論」を実験的に証明し、電子スペクトルと分子構造の関係・溶媒効果の体系的理解を可能にした。
分子間電荷移動理論の提唱と実験的証明
電荷移動三重項状態を発見し、マリケンにより提唱された「分子間電荷移動理論」を証明した。また、水素結合に特有な電荷移動吸収帯の理論予測と実験的証明を行った。
化学反応の電荷移動理論の提唱と、時間分解分光法を用いた実験的証明
反応に関与する分子のHOMO/LUMOの相対的位置の考察から、反応の初期において分子間に大きな電子の移動が起こることを洞察し、「化学反応の電荷移動理論」を提唱した。また時間分解分光法などを用いて反応中間体の補足と反応機構の解明に取り組み、同理論を実証した。
化学反応に対する磁場効果に関する研究、スピン化学の開拓
従来、化学反応に対して外部磁場の寄与は小さいと考えられていたが、電子スピンの状態を変えることで化学反応を制御できるとの仮説を立て、過酸化ジベンゾイルの光分解反応などいくつかの反応系で外部磁場効果を見いだし、その機構を解明した。分子の挙動を外部磁場やマイクロ波共鳴により制御するスピン化学分野を開拓した。

## 学術行政・人材育成
多くの学術業績と研究者としての経験を背景に、日本の学術行政と国際学術交流に貢献した。1995年頃、文部省学術審議会の学術研究体制特別委員会の委員長を務め、大学等におけるCOEの構築、若手研究者の養成、人文・社会科学分野の研究の在り方について審議した。日本学士院においては、当時交流の薄かった人文社会系の1部と自然科学系の2部を横断する合同談話会を発足させ、両部門の交流を推進した。
分子科学研究所と総合研究大学院大学（総研大）の設立に中心的に関与し、設立後それぞれの機関を率いた。総研大では長倉の寄附金を元に「長倉研究奨励賞」が設けられ、1995年度から2017年度にわたって優秀な学生の研究が顕彰された。
晩年には、武蔵野地域の5大学（亜細亜大学・成蹊大学・東京女子大学・日本獣医生命科学大学・武蔵野大学）と武蔵野市が連携して生涯学習の場を提供する市民大学講座「武蔵野地域自由大学」の初代学長を務めた。
長倉の逝去後、遺族から日本化学会に対して「日本および世界の化学の発展と後進の化学者の育成のために」と遺産の寄付があった。これに基づき2021年に日本化学会は「長倉三郎賞」を設立した。研究・開発において独創性と独自性の高い業績をあげた将来性のある受賞者に授与される。

## 栄典
- 1985年 - 文化功労者
- 1990年 - 文化勲章
- 1995年 - 勲一等瑞宝章
- 2020年 - 従三位

## 受賞歴
- 1966年4月 - 第18回日本化学会賞 「分子の電子構造ならびに分子間の相互作用に関する研究」[23]
- 1971年1月 - 朝日賞 「分子化合物の電子論的研究」[24]
- 1978年6月 - 第68回日本学士院賞 「短寿命励起分子及び反応中間体の電子構造と反応性の研究」[25]
- 1996年10月 - インド国立科学アカデミー ジャワハルラール・ネルー生誕百年記念メダル[26]
- 1997年4月 - チェコ科学アカデミー ヤロスラフ・ヘイロフスキー名誉メダル[27]

## 顕職・称号
- 1979年10月 - 国際量子分子科学アカデミー会員[28]
- 1981年9月 - 東京大学名誉教授
- 1981年9月 - 国際純正・応用化学連合会長（〜1983年8月）
- 1983年9月 - ドイツ自然科学アカデミー・レオポルディーナ会員
- 1984年12月 - 日本学士院会員
- 1988年12月 - 中國化學會（台北）名誉会員
- 1989年3月 - 分子科学研究所名誉教授
- 1989年3月 - 英国王立研究所名誉会員
- 1990年11月 - スウェーデン王立科学アカデミー会員
- 1991年2月 - 沼津市名誉市民[1]
- 1992年11月 - 武蔵野市名誉市民[29]
- 1994年1月 - インド科学アカデミー名誉会員
- 1994年12月 - ネブラスカ大学科学名誉博士
- 1995年4月 - 総合研究大学院大学名誉教授
- 1995年12月 - 韓国科学技術院外国人名誉会員
- 2005年9月 - 大韓民国学術院名誉会員

## 著作

### 原著論文
1950年から1995年までの論文297件の一覧が The Journal of Physical Chemistry A 誌 volume 101, pp. 329–337 に掲載されている。

### 単著
- 『有機電子理論 主として分子軌道法による』培風館 1966
- 『「複眼的思考」ノススメ 調和が必要な変革の時代を迎えて』くもん出版 2011

### 共編著
- 『量子化学 改稿版』水島三一郎共著 岩波全書　1959
- 『電子論の基礎と応用』編 岩波書店 1964
- 『現代物理化学講座 第11 化学反応の機構』細矢治夫共著　東京化学同人 1970
- 『緩和現象の化学』東健一共編 岩波書店 1973
- 『岩波講座現代化学 1 化学と量子論』中島威共編　岩波書店 1979
- 『岩波講座現代化学 12 光と分子』編　岩波書店 1979-80
- 『岩波講座現代化学 23 エネルギー変換の化学』編　岩波書店 1980
- 『岩波講座現代化学 3 反応の電子理論』細矢治夫、米沢貞次郎共編　岩波書店 1981
- 『分子科学講座 7巻　化学反応の電子論』編　共立出版 1986
- 『岩波理化学辞典 第5版』井口洋夫、江沢洋、岩村秀、佐藤文隆、久保亮五共編 岩波書店　1998